# Audiovizualni arhiv Hrvatske radiotelevizije

## Arhivi i programsko gradivo
radna je jedinica Hrvatske radiotelevizije koja se sastoji se od odjela Audiovizualno gradivo, Fono gradivo i Notno, foto, multimedijalno i drugo gradivo.
Godine 2012. kulturnim dobrom je proglašeno audiovizualno, fono i notno gradivo nastalo u razdoblju do 2011. godine.
 

### Audiovizualno gradivo
Audiovizualno gradivo je kulturna i povijesna vrijednost jednog naroda. Arhivske snimke događaja bilješke su protekloga vremena, a autorska su djela umjetnička ostavština.
Do 1963. pristigli su se AV sadržaji na filmu kao mediju pohranjivali u redakcijama, vrlo često kod autora - novinara. Najprije su se čuvali tadašnji žurnali, vijesti, a zatim i filmovi dječjeg programa, drame i glasoviti TV magazini Antona Martija.
Promjene u pristupu vidljive su od 1963. kada u okviru Centra za dokumentaciju Radiotelevizije Zagreb počinje djelovati Filmska dokumentacija.Od 1968. do 1972. obavljena je inventura postojećih AV materijala te su utvrđeni principi katalogizacije, pohrane i arhiviranja, a Filmska dokumentacija 1974. godine
postaje TV dokumentacija.
Pohrana AV materijala je dislocirana kao i cijela tadašnja Televizija Zagreb, a ujedinjena je 1976., useljenjem u prostorije Fakulteta strojarstva i brodogradnje.
Izgradnjom novoga doma HRT-a 1991. g. TV Dokumentacija se širi u INDOK centar (av gradivo, biblioteka, novinska dokumentacija, fotoarhiv, fonoarhiv). Useljenjem u novoizgrađeni Dom HRT-a arhiv dobiva namjenski prostor s posebno izoliranim dijelom arhivskoga spremišta opremljen rashladnim uređajima i njihovom kontrolom s uvjetima pohrane na temperaturi od 5 °C i relativnoj vlazi od 20 %  čime se očekuje da će filmska vrpca može biti sačuvana i do oko 500 godina. Nabavljeno skupo sigurnosno arhivsko spremište tzv. Chuby za posebno važne materijale, vatrootporno i vodootporno (2 sata do 1600 °C, 2 sata pod vodom itd.) 
Katalogizacija je pojednostavljena, a sam proces ubrzan informatizacijom. Kartice su napuštene potkraj 1980-ih, a njihov je sadržaj unesen u tadašnji informacijski sustav STATUS, te 2003. godine migriran u dokument menadžment sustav.
U AV arhivu, osim filma i AVR-a, čuvamo i VPR (jednoinčna vrpca), U-matic (prvi format s videovrpcom u kaseti), te betacam formate - kasete s vrpcom od pola inča (Betacam SP, Digital Betacam, SX Betacam i IMX Betacam).
AVR, VPR i U-matic su tehnologije koje su tijekom vremena napuštene, ali su na njima pohranjeni vrijedni AV sadržaji. Postupak migracije (presnimavanje na suvremene medije) spašava gradivo od propadanja i čini ga dostupnim u proizvodnji i emitiranju. Postupak je dugotrajan i skup.
Prelaskom na digitalnu proizvodnju i emitiranje neminovno nas čeka stvaranje digitalnog arhiva - potpuna digitalizacija cjelokupnog gradiva.
Najugroženije gradivo se nalazi na magnetnim medijima koji imaju relativno kratak vijek trajanja, dok je film, iako najstariji medij pohrane, najmanje fizički ugrožen.
Količina AV medija pohranjena u AV arhivu je golema.Jedan je od najvećih i najboljih tv arhiva u Europi.Mediji su pohranjeni u moderno opremljenom, klimatiziranom spremištu. Posebno vrijedni i osjetljivi filmovi nalaze se u tzv. hladnjaku, a povijesno najvredniji AV sadržaji na betacam formatu čuvaju se u sefu.

### Fono gradivo
Osnovna misija odjela je:
Potreba za koordiniranim prikupljanjem, snimanjem i čuvanjem autentičnosti, te ponovnim korištenjem audio baštine nastale i emitirane u radijskim programima, bez obzira na mjesto i vrijeme njihovog nastanka, neovisno o obliku i tvarnom nosaču na kojemu su sačuvani.
Osnovni kriteriji za odabir i izlučivanje fono građe su: neponovljivost, vremenska i medijska tipičnost, a odabrani popis sadržaja sastavni je dio Protokola za pohranjivanja snimaka HRA.
Fono gradivo arhivira se na tri načina:
- digitalizacija i arhiviranje postojećih nosača
- arhiviranje zapisa iz sustava NETIJA  (programski sadržaji)
- arhiviranje zapisa nastalih u SAMPLITUDE/SEQUOIA alatima (režije)
O počecima dokumentiranja na Radiju nema točnih podataka.Do 1959. g. govorno-glazbeni sadržaji dokumentiraju se zajedno, od 1964. govorni se sadržaji dokumentiraju samostalno. Gramofonske ploče i presnimke s njih na magnetofonske vrpce prvi su tragovi dokumentiranog materijala. Spikerica Božena Begović i njezin „Halo, halo ovdje Radio Zagreb…“  izrečen 1926. g. zaštitni je znak Radio Zagreba, a danas HRT-a.
Arhivsko dokumentacijska služba na HRT-u (tada Radio Televiziji Zagreb) osnovana je 1963. godine. U okviru službe nalazile su se biblioteka, dokumentacijska žurnalistika, filmska dokumentacija, fono dokumentacija (govorna, muzička) i arhiva (tekstova). Desetak godina kasnije: dokumentacijska služba razlučuje se na videoteku (TV), dokumentaciju RTZ-a (biblioteka i novinska dokumentacija), fonoteku i dokumentaciju radija.
Na Hrvatskom radiju 1.4.1991.  dolazi do velike reorganizacije. Formiran je Fono odjel, koji se sastoji od tri odsjeka (Glazbene i govorne dokumentacije, te fonoteke).  Uvođenjem informatizacije u sam proces rada, malo kasnije uključen je i četvrti odsjek - informacijski.
Iz Šubićeve i Jurišićeve HR se preselio 1994. godine u Novi dom HRT-a. Gradivo je pohranjeno u dvije osnovne cjeline: konvencionalno i nekonvencionalno gradivo.
Godine 2006. započet je Projekt digitalizacije da bi zaštitili izvornike i učinili fono gradivo dostupnijim svim korisnicima. Kriteriji odabira za digitalizaciju su vrijednost i ugroženost gradiva, te programski prioriteti.
Mediji
Radio je za arhiviranje sadržaja kroz svoju povijest koristio analogne i digitalne nosače - analogni su gramofonske ploče i magnetofonske vrpce, a digitalni su DAT kazete, CD i HD (hard disc).
Trenutne količine fono građe možemo prikazati prema broju naslova (katalog MediArc).
Govorna dokumentacija:
- opća 85.874 naslova ( digitalizirano 40.928 naslova)
- dramska 16.902  ( digitalizirano 3.748 naslova)
Glazbenu dokumentaciju dijelimo na zabavnu, narodnu i ozbiljnu.
Od 42.227 dokumentarnih naslova digitalizirano je 5.873 naslova; dok je od 657.970 nabavljenih (kupljenih) naslova digitalizirano 240.938 naslova.
Svaki tjedan arhivira se oko 90 sati govornih i oko 40 sati glazbenih sadržaja.

### Notno, foto, multimedijalno i drugo gradivo
Notni zapisi se prikupljaju od 1930. godine, od prvih oformljenih glazbenih ansambala, te se pohranjuju u konvencionalnom obliku (na papiru), kako se i izdaju korisnicima arhiva – izvođačima glazbenih izvedbi u koncertnim programima četiriju ansambala HRT-a. Stručno su obrađeni, te klasificirani i pretraživi u bazi glazbenih naslova, a spremišni prostori sadrže oko 20 000 arhivskih jedinica – hrvatskih i inozemnih skladatelja, izdavača i sl. Cilj organizacije prikupljenog gradiva je usklađivanje s RJ Arhivi i programsko gradivo HRT-a, te predstavljanje vrijedne čuvane baštine širem krugu korisnika.
Fototeka je nastala 1974. godine u sklopu TV Dokumentacije. U Fototeci su pohranjeni negativi i fotografije nastale od začetaka radija i televizije kao popratno gradivo nastalo na snimanjima, te CD-ovi i digital born fotografije. Fototeka pohranjuje više od 500 000 fotografija.
Biblioteka odabire, obrađuje i daje na korištenje knjige koje prikuplja od 1964. godine.Pohranjuje oko 40 000 naslova.
Novinska dokumentacija - selektira, obrađuje i daje novinarima na korištenje članke razvrstane po temama.Fundus sadrži oko 7 milijuna članaka i podsjetnik je na zbivanja oko nas u zadnjih četrdesetak i više godina.